# Iwanowo (rejon nieświeski)
Iwanowo (biał. Іванава, Iwanawa; ros. Иваново, Iwanowo) – wieś na Białorusi, w obwodzie mińskim, w rejonie nieświeskim, w sielsowiecie Łań.

## Historia
W XIX i w początkach XX w. wieś oraz dwa folwarki położone w Rosji, w guberni mińskiej, w powiecie słuckim. Folwarki należały do szlachty muzułmańskiej (tatarskiej) Abramowiczów i Koryckich.
W dwudziestoleciu międzywojennym leżało w Polsce, w województwie nowogródzkim, w powiecie nieświeskim, w gminie Łań. W 1921 miejscowość liczyła 301 mieszkańców, zamieszkałych w 51 budynkach, w tym 282 Białorusinów, 16 Polaków i 3 osoby innej narodowości. 228 mieszkańców było wyznania prawosławnego, 64 muzułmańskiego i 9 rzymskokatolickiego.
Po II wojnie światowej w granicach Związku Sowieckiego. Od 1991 w niepodległej Białorusi.